# Stóra Dímun

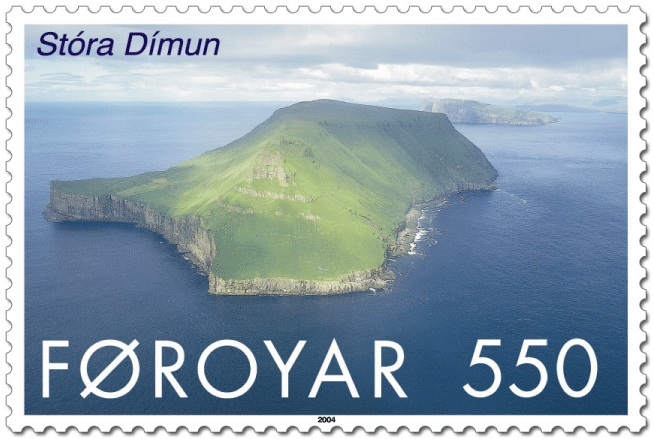
Stóra Dímun auf einer färöischen Briefmarke von 2004

Stóra Dímun [ˈstɔuɹa ˈdʊimʊn] (dänisch: Store Dimon, deutsch: Groß-Dimun) ist die drittkleinste der 18 Inseln der Färöer. Sie gehört zur Region der Insel Sandoy und dort zur Kommune der Insel Skúvoy. Gleichzeitig hat sie den Status einer Útoyggj (Außeninsel).

## Geschichte
Der Name Dímun kommt vermutlich aus dem Keltischen und bedeutet dann zwei Hügel in Anspielung auf die beiden benachbarten Eilande Groß-Dimun und Klein-Dimun. Einst lebten bis zu 25 Menschen in Dímun. Die dortige Kirche wurde 1922 außer Betrieb genommen.
Die Siedlungsgeschichte von Dímun geht zurück auf die Landnahmezeit der Wikinger im 10. Jahrhundert. Dímun ist bereits in der Färingersaga erwähnt: Es begab sich einst, als die Brüder Brestir und Beinir auf ihrem Hof in Dimun waren, dass sie zur Insel Klein-Dimun fuhren, die unbewohnt ist; dort ließen sie ihre Schafe weiden und die Rinder, welche sie zu schlachten trachteten. Der Überlieferung zufolge wurde hier Sigmundur Brestisson als neunjähriger Junge Zeuge des Mordes an seinem Vater Brestir und dessen Bruder Beinir. Sigmundur war es dann, der die Färöer im Jahr 999 christianisierte und so auch das Prinzip der Blutrache abzuschaffen versuchte. 1808 wurde hier der letzte Riesenalk auf den Färöern beobachtet. Riesenalken kamen gelegentlich im Sommer als Invasionsvögel auf die Färöer. Seine Ankunft wurde unter Vogelfängern als gutes Omen für eine erfolgreiche Jagdsaison gesehen.
Heute gibt es auf Stóra Dímun einen Bauernhof, der die einzige Siedlung darstellt. Auf der Insel weiden ungefähr 400 Schafe und nisten viele Papageitaucher und Dreizehenmöwen. 

## Bildung
Seit 2012 werden schulpflichtige Kinder von einem Lehrer aus Tórshavn, der außer in den Ferien auf der Insel wohnt, unterrichtet.

## Verkehr
Die Insel wird seit 1985 dreimal pro Woche von einem Helikopter der Atlantic Airways planmäßig angeflogen.